# Brotherly Love
Brotherly Love (BRA: Amor Fraternal) é uma sitcom norte-americana que foi exibida de 16 de Setembro de 1995 a 1 de Abril de 1996, na NBC, e depois mudou-se para a The WB, onde foi ao ar de 15 de Setembro de 1996 até 18 de Maio de 1997. O foco principal da série está no relacionamento de três irmãos, interpretados pelos também irmãos na vida real Joey Lawrence, Matthew Lawrence e Andrew Lawrence.
A série foi criada por Jonathan Schmock e Jim Vallely, e teve duas temporadas produzidas pela "Witt / Thomas Productions" em associação com a Touchstone Television (primeira temporada) e Walt Disney Television (segunda temporada). 

## Enredo
A série se passa na Filadélfia, Pennsylvania, e narra a vida de um jovem rebelde chamado Joe Roman, que um ano após seu pai morrer em acidente volta para a casa de sua madrasta Claire, para reivindicar sua parte na oficina mecânica deixada pelo seu pai. Desde a morte do marido, Claire vem tentado manter a oficina e também cuidar de seus dois filhos e meio-irmãos de Joe, Matt Roman e Andy Roman. A oficina não vai nada bem, mesmo porque Claire não entende nada do negócio, além disso, conta com dois mecânicos que também não são lá essas coisas. Lloyd é um mecânico grandalhão, todo atrapalhado, mas muito amável e Louise é uma intelectual que passa seu tempo tentando criar uma arte conceitual quando ela está debaixo do carro.
Com o passar do tempo, Joe vai descobrindo que a família gosta e também precisa dele, e que às vezes precisa fazer um grande esforço, pois não está acostumado com tantas responsabilidades, além de ter que ajustar sua vida diante de um novo amor, mas enquanto isso não acontece, o negócio é ir levando tudo isso com muito humor. 

## Elenco
- Joseph "Joe" Roman (Joey Lawrence) - Tem 20 anos e é o mais velho dos três irmãos. Joe é um ávido fã de motos e trabalha como mecânico. Ele é vaidoso, convencido e arrogante às vezes, e pensa muito em si mesmo, embora seja uma boa pessoa, com um coração grande. Ele está constantemente lutando pela atenção de Lou Davis. Seus irmãos realmente olham para ele como um modelo e uma figura paterna. Joe tinha 5 anos quando seu pai deixou sua mãe e se casou com a Claire, e a mãe de Joe mora na Califórnia.
- Matthew "Matt" Roman (Matthew Lawrence) - Tem 15 anos e é o filho do meio. Matt é um garoto prodígio, com um ano ele poderia trocar sua própria fralda, e passou a infância inteira sem pegar catapora. Ao contrário de Joe e Andy, ele nunca se deu bem com as garotas. Ele tem uma queda por Kristin.
- Andrew "Andy" Roman (Andrew Lawrence) - Ele é o mais novo, e é sempre visto usando uma fantasia (incluindo dos seus super heróis favoritos Wolverine e Homem-Aranha). Ele adora fazer travessuras com seus irmãos e tem uma imaginação fértil.
- Louise "Lou" Davis (Liz Vassey) - É uma mecânica e adora arte, está sempre fazendo comentários sarcásticos e piadas, principalmente com o Joe, que tem uma queda por dela.
- Claire Roman (Melinda Culea) - É a madrasta de Joe e mãe de Matt e Andy. Ela é tenta manter a família unida e às vezes pensa que Joe é uma má influência para Matt e Andy.
- Lloyd Burwell (Mike McShane) - Um ex-guarda costeiro e mecânico. Ele está acima do peso e às vezes é carente, mas sob seu exterior rude encontra-se um homem sensível e inteligente.
- Kristin (Rebecca Herbst) - Ela é uma das melhores amigas de Matt, e tem uma queda por Joe. Matt tem uma queda por ela, mas ela o vê mais como irmão do que como namorado. Ela era uma "badgirl" e ficava bêbada, mas mudou depois que ela e Matt começaram a sair.
- Silent Jim (Karl David-Djerf) - Ele raramente fala, e quando fala, Matt o descreve como "algo especial". Ele geralmente se comunica com uma risada.

Participações
- Myrna Burwell (Estelle Getty) - Mãe de Lloyd, mora em um trailer e é parte da razão pela qual Lloyd é tão carente.
- Russell Winslow (Bryan Cranston) - 1ª temporada, episódio 2 - "Such A Bargain"
- Gus (Mike Starr) - 1ª temporada, episódio 2 - "Such A Bargain"
- Jack (Tom Arnold) - 1ª temporada, episódio 14 - "Big Brotherly Love"
- Tom (Peter Krause) -  1ª temporada, episódio 16 - "Double Date"
- Mickey (Blake Clark) - 2ª temporada, episódio 1 - "Joe at 21"
- Dr. Ron Aimes (Rondell Sheridan) - 2ª temporada, episódio 8 - "Witchcraft"
- Emma Aimes (Camille Winbush) - 2ª temporada, episódio 8 - "Witchcraft"
- Lydia Lumpp (Jodie Sweetin) - 2ª temporada, episódio 9 - "Downtown Girl"
- Julia Gibbs (Lauren Woodland) - 2ª temporada, episódio 16 - "The Comet"
- Fiona (Holly Gagnier) - 2ª temporada, episódio 18 - "Art Attack"
- Rosa (Sarah Silverman) - 2ª temporada, episódio 19 - "Pizza Girl"
- Fada 1 (Shiri Appleby)

## Prêmios e Indicações
| Ano  | Premiação          | Categoria                                                 | Nominado         | Resultado |
| ---- | ------------------ | --------------------------------------------------------- | ---------------- | --------- |
| 1996 | Young Artist Award | Best Performance by a Young Actor                         | Matthew Lawrence | Indicado  |
| 1996 | Young Artist Award | Best Performance by a Young Actress – Guest Starring Role | Lisa Rieffel     | Indicado  |
| 1996 | Young Artist Award | Best Performance by an Actor Under Ten                    | Andrew Lawrence  | Indicado  |
| 1997 | Young Artist Award | Best Performance in a TV Comedy – Leading Young Actor     | Andrew Lawrence  | Indicado  |